# Larvotto
Larvotto är ett distrikt i Monaco. Den ligger i kommunen Monaco-Ville, i den östra delen av landet.